# WANIMA
WANIMA (와니마)는 일본의 록 밴드이다 . 소속사는 PIZZA OF DEATH이며. 레이블은 워너 뮤직 재팬의 산하 unBORDE.

## 구성원
멤버는 모두 구마모토 현 출신. 밴드 이름의 유래는 각 멤버 이름의 앞글자를 따서 지은 것.
1. ↑  西廣智一 (2014년 10월 22일). “WANIMA 気鋭メロディックパンクバンドが名門レーベルで新たなシーンを築く”. 《音楽ナタリー (ナターシャ)》. 2017년 5월 21일에 확인함.